# 卢卡斯数
卢卡斯数是一个以数学家爱德华·卢卡斯命名的整数序列，他既研究了这个数列，也研究了有密切关系的斐波那契数。与斐波那契数一样，每一个卢卡斯数都定义为前两项之和，也就是说，它是一个斐波那契整数序列。两个相邻的卢卡斯数之比收敛于黄金分割比。
但是，最初两个卢卡斯数是L0 = 2和L1 = 1，而不是0和1。所以，卢卡斯数的性质与斐波那契数的性质有些不同。
卢卡斯数可以定义如下：
{\displaystyle L_{n}=L(n)={\begin{cases}2&{\mbox{if }}n=0;\\1&{\mbox{if }}n=1;\\L(n-1)+L(n-2)&{\mbox{if }}n>1.\\\end{cases}}}
前几个卢卡斯数是：
2, 1, 3, 4, 7, 11, 18, 29, 47, 76, 123, ... （OEIS數列A000032）

## 延伸到负数
用Ln-2 = Ln - Ln-1的公式，我们可以把卢卡斯数延伸到负数。这样我们得到以下数列：
(... -11, 7, -4, 3, -1, 2, 1, 3, 4, 7, 11, ...)
一般地，我们有
- {\displaystyle L_{-n}=(-1)^{n}L_{n}.\!}

## 与斐波那契数的关系
卢卡斯数与斐波那契数有以下关系：
- {\displaystyle \,L_{n}=F_{n-1}+F_{n+1}}
- {\displaystyle \,L_{n}^{2}=5F_{n}^{2}+4(-1)^{n}}，因此，当{\displaystyle n\,}趋近于无穷大时，{\displaystyle L_{n} \over F_{n}\,}趋近于{\displaystyle {\sqrt {5}}\,}。
- {\displaystyle \,F_{2n}=L_{n}F_{n}}
- {\displaystyle \,F_{n}={L_{n-1}+L_{n+1} \over 5}}

通项公式为：
{\displaystyle L_{n}=\varphi ^{n}+(1-\varphi )^{n}=\varphi ^{n}+(-\varphi )^{-n}=\left({1+{\sqrt {5}} \over 2}\right)^{n}+\left({1-{\sqrt {5}} \over 2}\right)^{n}\,,}
其中{\displaystyle \varphi }是黄金分割比。

## 同余关系
如果n是素数，则Ln被n除余1，但某些合数也具有这个性质。

## 卢卡斯素数
卢卡斯素数就是既是卢卡斯数又是素数的整数。最小的几个卢卡斯素数为：
2, 3, 7, 11, 29, 47, 199, 521, 2207, 3571, 9349, ... （OEIS數列A005479）
除了n = 0、4、8、16的情况外，如果Ln是素数，则n是素数。但是，它的逆命题不成立。